# Schrijn met kruisiging en Christus in majesteit

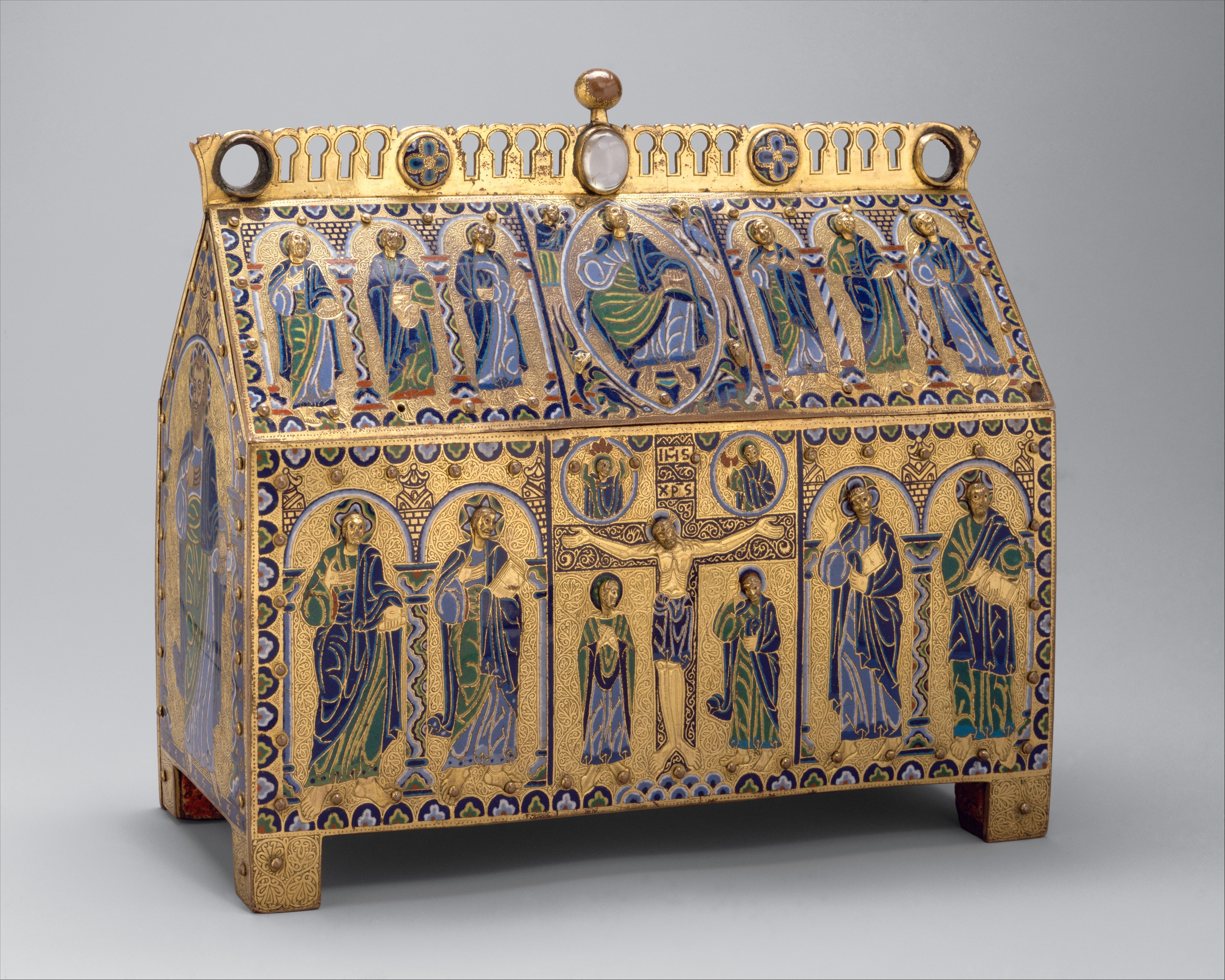
Vooraanzicht

Het schrijn met kruisiging en Christus in majesteit is een reliekschrijn uit circa 1180-1190, gemaakt in Limoges (Frankrijk). In 1917 werd het reliekschrijn door kunstverzamelaar John Pierpont Morgan geschonken aan het Metropolitan Museum of Art in New York.

## Beschrijving
Het middeleeuwse schrijn heeft een houten kern en is met koper gegraveerd en verguld. De kist is overvloedig voorzien van donker-, medium en lichtblauwe, turquoise, donker- en lichtgroene, gele, rode en witte email met champlevétechniek aangebracht en toont de kruisiging van Christus en Christus in majesteit. De zijplaat met kruis is een vervanging. Het origineel, dat een scharnierende afsluitbare deur zou hebben bedekt, stelde zonder twijfel de heilige Petrus voor.

## Details

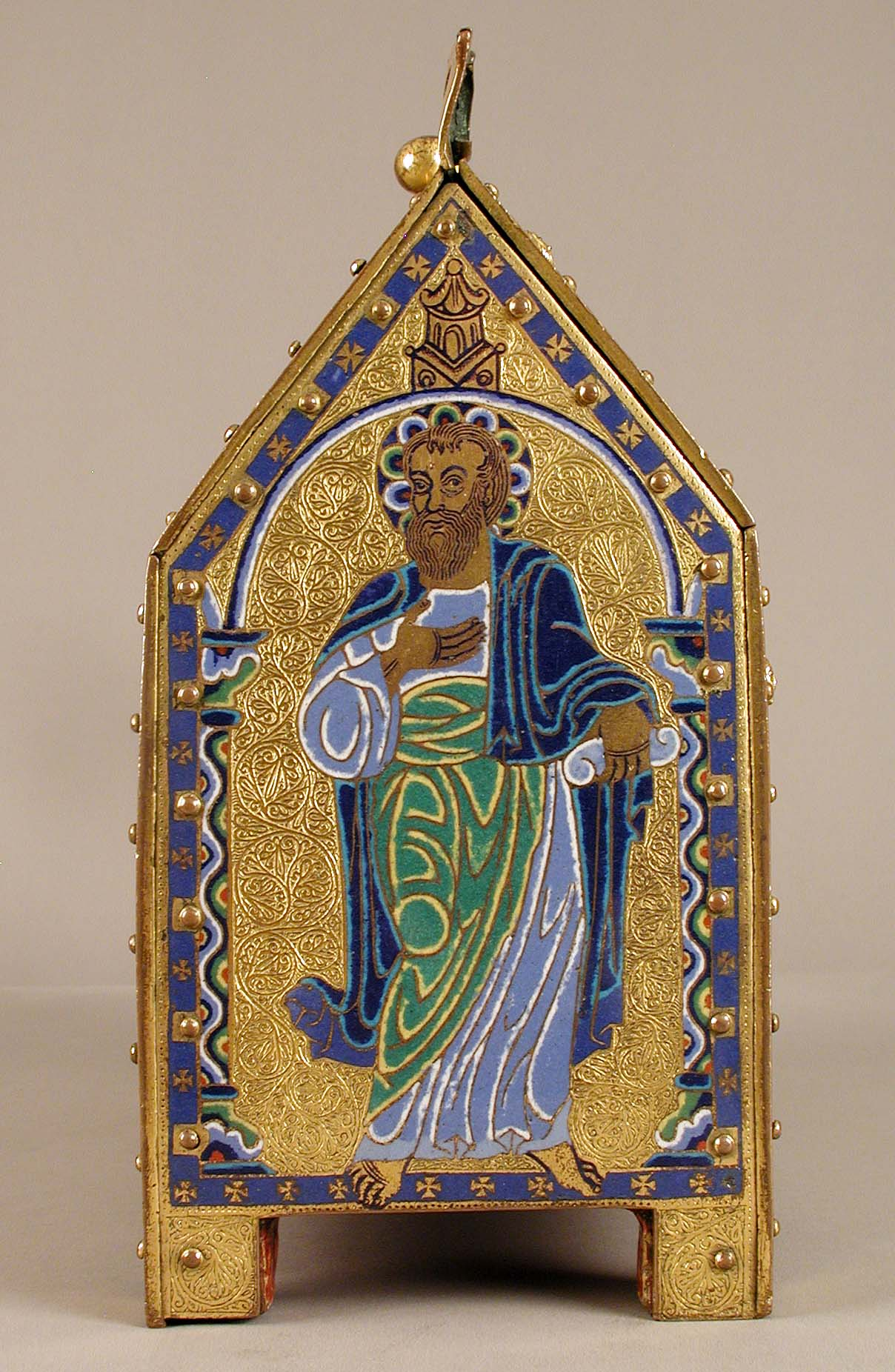
Zijkant
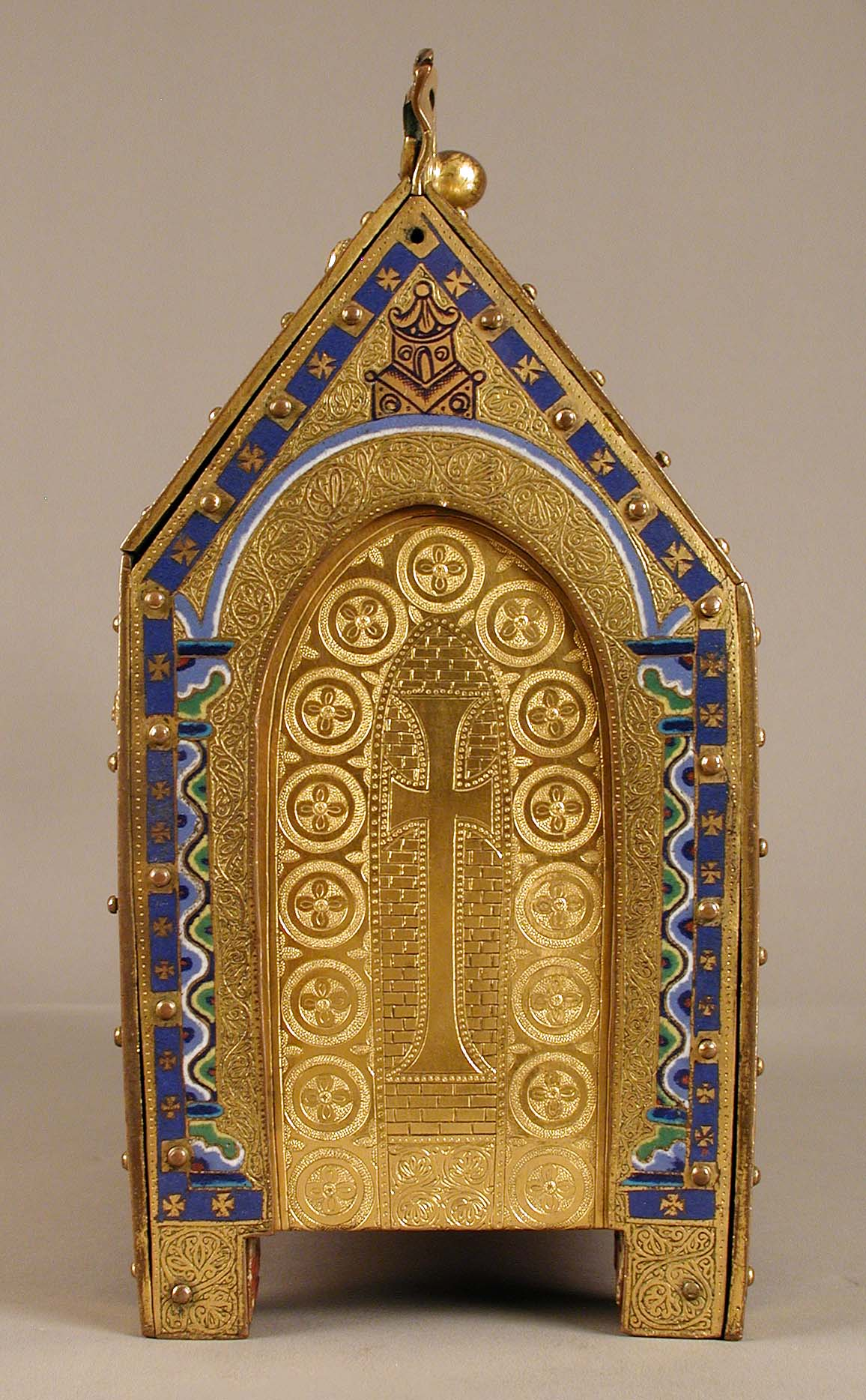
Zijkant met kruis
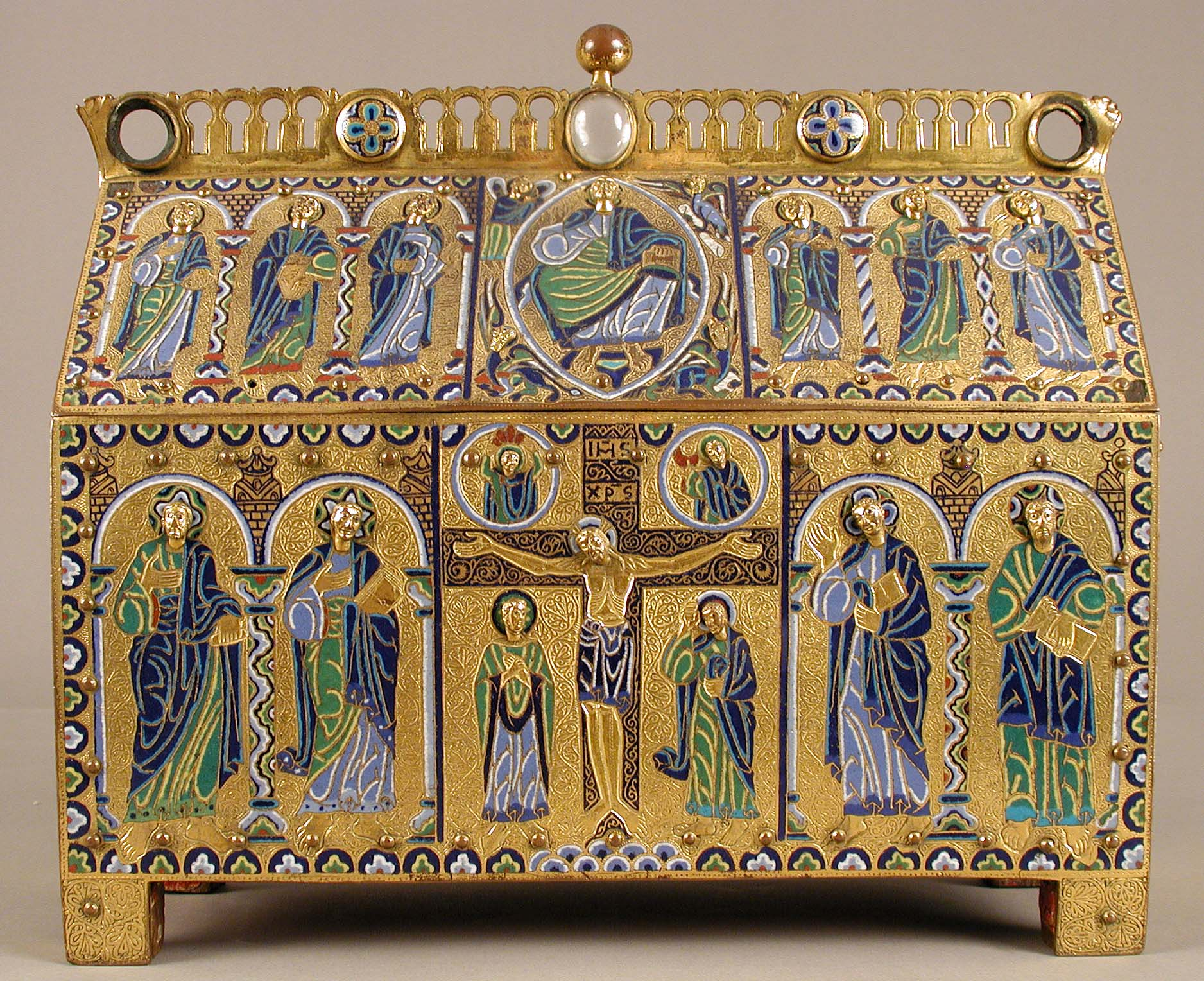
Voorkant
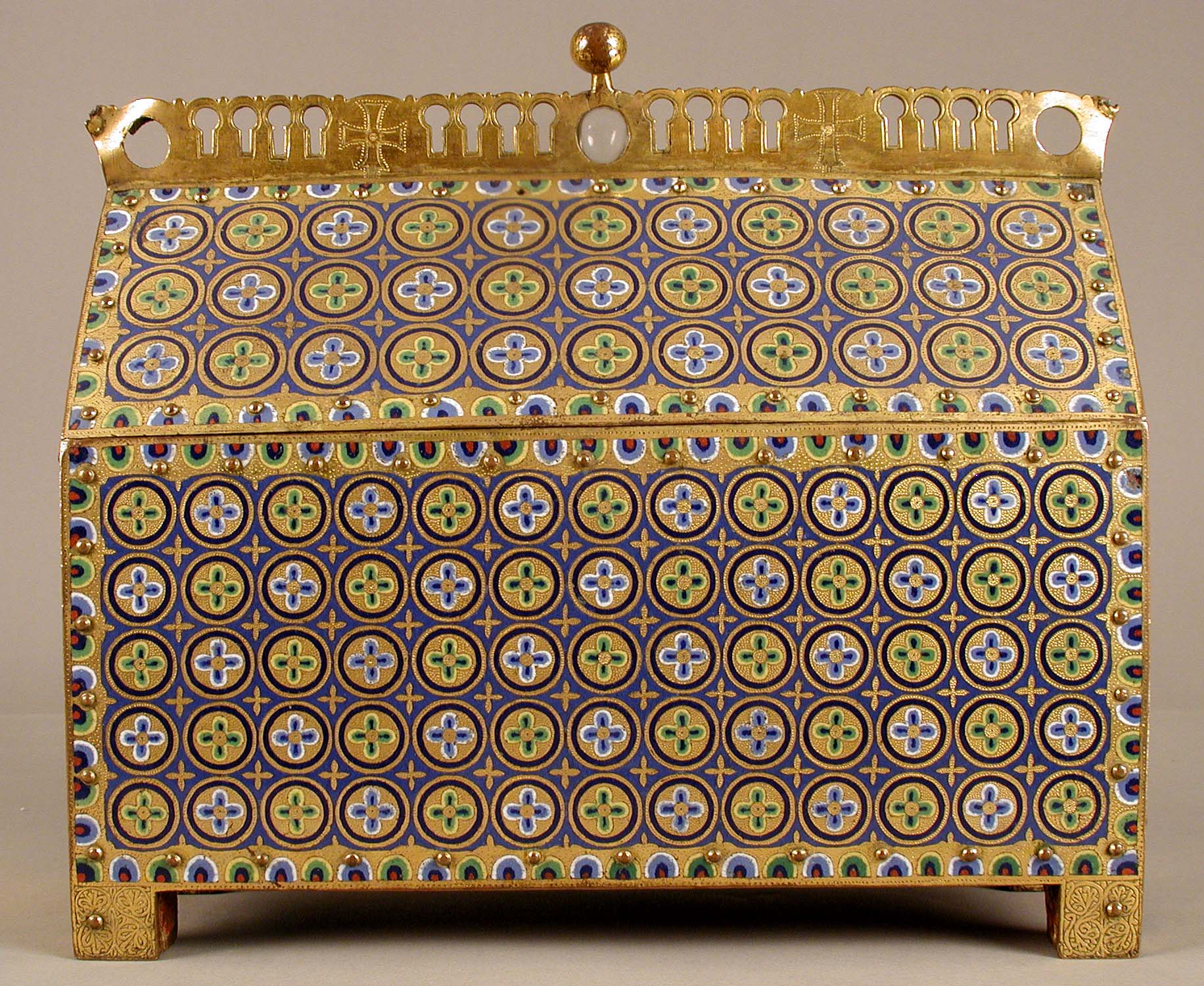
Achterkant
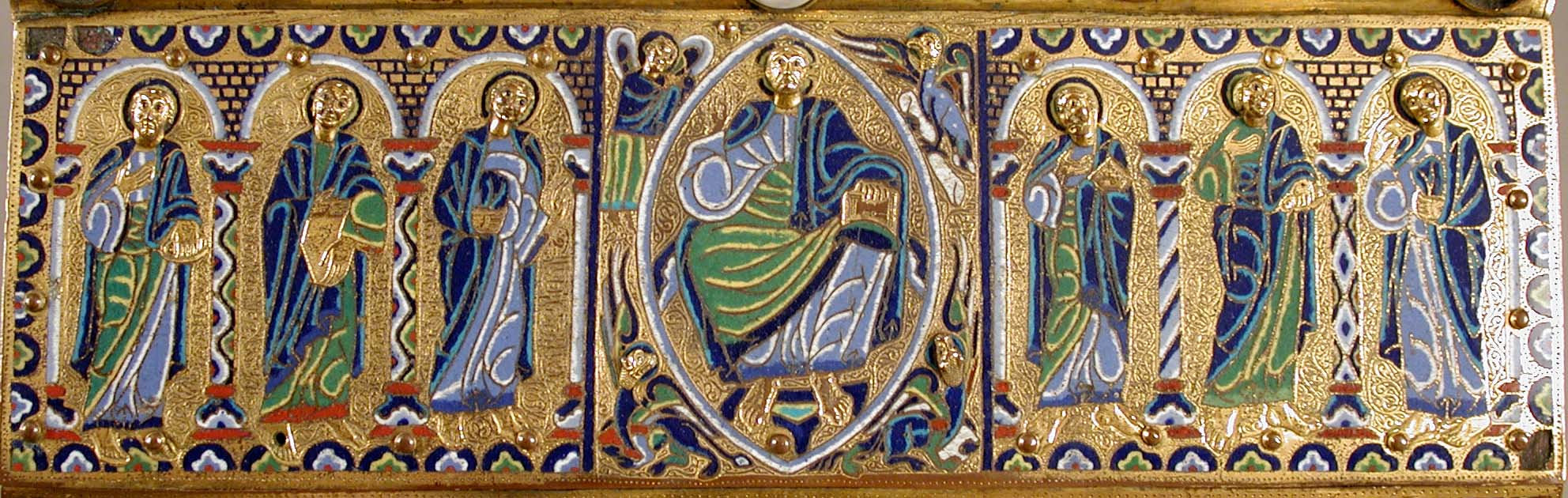
Detail voorkant, Christus in majesteit